# C2 (cifrario)
Il C2, nome con cui è comunemente noto l'algoritmo Cryptomeria, è un cifrario a blocchi proprietario sviluppato e distribuito sotto licenza da 4C Entity, un gruppo fondato da IBM, Intel, Panasonic e Toshiba che ha realizzato il nuovo schema di gestione dei diritti digitali denominato CPRM/CPPM, successore del più noto algoritmo CSS (utilizzato per la protezione dei DVD). Il cifrario è ancora inviolato.

## Struttura
Il C2 è un algoritmo a chiave simmetrica derivato dal DES: come quest'ultimo, utilizza una chiave di 56 bit di dimensione ed un blocco dati di 64 bit. Internamente presenta una struttura a rete di Feistel con 10 passaggi.
Gli algoritmi di cifratura e decifratura sono disponibili per revisione paritaria ma le implementazioni necessitano di una cosiddetta costante segreta, vale a dire i valori delle S-box, che sono disponibili solo dietro pagamento di una licenza alla 4C Entity.

## Progetto per la violazione del C2
A seguito dell'annuncio fatto da alcune emittenti televisive giapponesi in HDTV che avrebbero iniziato a trasmettere dal 5 aprile 2004 utilizzando lo schema CPRM/CPPM, un gruppo di utenti aveva lanciato il 21 dicembre 2003 un progetto distribuito per violare con la forza bruta il cifrario C2 offrendo in download un software client da installare sul computer dei partecipanti in modo da sfruttare la potenza elaborativa dei periodi di inattività della macchina creando una grande rete di elaboratori. Il 6 marzo 2004 il gruppo ha annunciato il termine del progetto dichiarando il fallimento dello stesso perché, dopo aver sperimentato tutte le possibili combinazioni offerte dallo spazio della chiave (56 bit), nessuna chiave valida era stata trovata.